# Lane (Dacota do Sul)
Lane é uma cidade  localizada no estado norte-americano de Dakota do Sul, no Condado de Jerauld.

## Demografia
Segundo o censo norte-americano de 2000, a sua população era de 59 habitantes.
Em 2006, foi estimada uma população de 53, um decréscimo de 6 (-10.2%).

## Geografia
De acordo com o United States Census Bureau tem uma área de
1,2 km², dos quais 1,2 km² cobertos por terra e 0,0 km² cobertos por água. Lane localiza-se a aproximadamente 419 m acima do nível do mar.

## Localidades na vizinhança
O diagrama seguinte representa as localidades num raio de 28 km ao redor de Lane.